# Torre del Gardello
La torre del Gardello è una struttura di epoca medievale che si trova a Verona, in prossimità della centrale piazza delle Erbe.

## Storia e descrizione
Nel punto in cui sorge la torre del Gardello, esisteva in precedenza una casa-torre, molto probabilmente appartenente alla famiglia dei Gardello, da cui avrebbe quindi ereditato il nome. Tale torre venne fatta restaurare e sopraelevare, nel 1370, da Cansignorio della Scala, forse su progetto di Giovanni da Ferrara o del figlio; il principe scaligero la fece erigere, insieme all'orologio a campana che vi fu installato, per promuovere il prestigio della famiglia e della città. Con questo intervento l'edificio assunse l'aspetto sostanzialmente definitivo, anche se subì ulteriori lavori nel 1626, quando la struttura venne leggermente rialzata mediante la realizzazione di una copertura a tronco di cono, che le fece assumere così l'altezza finale di 44 metri.
Una lapide recante la scritta «TEMPORE, MARMOREAM / QUO CANSIGNORIUS URBAM REXIT / LEGE PIUS, TURRIM DISTINXIT ET HORAS / SCALIGER, AETERNIS TITULIS QUI DIGNA PEREGIT, / BIS SEPTEM LUSTRIS ANNI IN MILLE TRECENTIS», ricorda come, quindi, nel 1370 dalla torre suonò, per la prima volta a Verona, un orologio a campana, che batteva le ore della giornata. Il meccanismo di movimentazione delle sfere e il quadrante esterno vennero invece montati nel 1421; solo nel 1661 (o forse fine Settecento) un altro orologio con quadrante venne installato in città, in quel caso sulla vicina ma più alta torre dei Lamberti.
La cella campanaria della torre del Gardello è facilmente individuabile dall'esterno grazie alla presenza delle finestre bifore con colonnine centrali. La campana originale, dal peso di 1,8 tonnellate, realizzata dal maestro Jacopo e recante lo stemma della città, un'immagine del santo patrono Zeno e alcune iscrizioni in carattere gotico, si trova attualmente esposta presso il museo di Castelvecchio.